# Der Pate – Teil II
Der Pate – Teil II (Originaltitel The Godfather Part II) ist ein US-amerikanischer Mafiafilm von Francis Ford Coppola aus dem Jahr 1974. Vor dem Hintergrund der amerikanischen Zeitgeschichte stellt er die Vorgeschichte zum Paten den späteren Erlebnissen der Familie Corleone gegenüber. Der Autor der Vorlage des ersten Teils, Mario Puzo, war erneut für das Drehbuch mitverantwortlich. Der Film gilt allgemein als außergewöhnlich gelungene Fortsetzung und zählt wie sein Vorgänger zu den angesehensten Werken der Filmgeschichte.
Der Pate III aus dem Jahr 1990 schließt die Trilogie ab. Im Jahr 1977 zeigte der US-Fernsehsender NBC die vierteilige Der Pate: Die Saga, für die der erste und zweite Film erweitert und chronologisch umgeschnitten wurde.

## Handlung
Der Film setzt sich aus zwei Handlungssträngen zusammen. Neben der Schilderung der Jahre um 1960, die ein weiteres Kapitel in Michael Corleones Leben als Don beschreibt, widmet sich der zweite Strang des Films der Jugend seines Vaters Don Vito, nun dargestellt von Robert De Niro.
Don Michael Corleone ist nach dem Tod seines Vaters und seines ältesten Bruders Santino widerwillig selbst zum Paten und Oberhaupt seiner „Familie“ geworden, obwohl er ursprünglich ein gesetzestreues Leben hatte führen wollen: Um die Familie zu beschützen, ist er zum Mörder geworden. Ihm zur Seite stehen sein älterer, etwas einfältiger Bruder Fredo, sein treuer Adoptivbruder Tom Hagen als Consigliere und die Capi Al Neri und Rocco Lampone. Der Film beginnt im Jahr 1958, am Tag der Kommunionsfeier seines Sohnes am Lake Tahoe in Nevada, bei der Michael verschiedene Geschäfte der Familie regelt. Die Corleones haben New York bereits vor einer Weile den Rücken gekehrt; Michael möchte nun die Aktivitäten der Familie erweitern und in Las Vegas und Havanna in den Casinos weiter Fuß fassen, er stößt jedoch auf Widerstand. Für seine Geschäfte in Las Vegas benötigt er die Zustimmung des US-Senators Patrick Geary, der allerdings seiner Verachtung für die Corleones Ausdruck verleiht und die Erteilung weiterer Konzessionen von hohen Schmiergeldzahlungen abhängig macht, was Michael ablehnt. Gleichzeitig führt Michael geheime Gespräche mit Hyman Roth, einem mächtigen jüdischen Gangster aus Miami (der Meyer Lansky nachempfunden ist). Er will sich mit diesem verbünden und ihm die Anteile an mehreren Hotels abkaufen sowie mit dessen Hilfe in Havanna Fuß fassen, wo Roth eine Ansiedlung von Casinos plant, die mit Hilfe der korrupten kubanischen Regierung Las Vegas in den Schatten stellen soll. Michaels Endziel ist es, die Geschäfte der Corleones in legale Felder zu verlagern und dem organisierten Verbrechen den Rücken zu kehren. Frankie Pentangeli, der New Yorker Statthalter der Familie Corleone, bittet Michael daher vergeblich um Hilfe, weil die rivalisierenden Gangster, die ihm in New York das Leben schwer machen, von Roth gedeckt werden.
Am Abend der Feier werden Michael und seine Frau Kay durch die Fensterscheiben ihres Schlafzimmers beschossen, sie überstehen den Angriff allerdings unverletzt. Schnell begreift Michael, dass Hyman Roth hinter dem Anschlag steckt und außerdem ein Mitglied aus dem engsten Kreis seiner Familie ein Verräter sein muss, der den Attentätern entscheidende Informationen gegeben hat. Um diesen Verräter ausfindig zu machen, versucht er, Roth zu täuschen, und behandelt ihn weiterhin als seinen Geschäftspartner und Freund („Hab’ deine Freunde nah bei dir, aber deine Feinde noch näher.“); gegenüber Pentangeli macht er deutlich, dass Roth ihr Feind ist, aber dieser nicht merken dürfe, dass die Corleones ihn durchschaut haben. Während Roth, der sich für den Mord an Moe Greene (den Michael im ersten Teil veranlasst hatte) rächen will, hinter den Kulissen gegen den Paten intrigiert, entwickelt dieser einen Gegenplan, der auf Kuba seinen ersten Höhepunkt findet: Michael versucht, Roth durch seinen Leibwächter umbringen zu lassen, was allerdings durch Zufall und die Wirren der Kubanischen Revolution verhindert wird, die auch die geplanten gewaltigen Investitionen der Mafia auf der Insel vereitelt. In Kuba findet Michael außerdem heraus, dass es sein naiver Bruder Fredo war, der ihn an Roth verraten hat. Tief erschüttert lässt er dies Fredo wissen („Ich weiß, dass du es warst, Fredo. Es bricht mir das Herz!“) und gibt ihm den Todeskuss, woraufhin Fredo zunächst verängstigt untertaucht.
Zurück in den USA kann Michael nur noch an Rache an seinen Feinden denken. Doch bevor er neue Pläne schmieden kann, droht ihm eine neue Gefahr: Frankie Pentangeli fühlt sich nach einem auf ihn verübten Mordanschlag, der in Wahrheit von Hyman Roth veranlasst worden war, irrtümlich von seinem Paten Michael verraten und stellt sich daher den Strafverfolgungsbehörden als Kronzeuge zur Verfügung. Michael muss sich vor einem Kongressausschuss verantworten. Fredo kehrt zurück und verrät Michael, dass Roth den Ausschussvorsitzenden bestochen hat. Er entschuldigt seinen Verrat an Michael damit, dass er nicht gewusst habe, dass Roth einen Mordanschlag plante; zudem habe er sich gedemütigt und übergangen gefühlt, da nicht er, sondern der jüngere Michael die Familie führt. Michael kann Fredo den Verrat nicht vergeben und befiehlt Al Neri zwar, seinem Bruder dürfe nichts passieren, aber nur, „solange meine Mutter noch lebt“.
Michael erfährt erst jetzt, dass der totgeglaubte Pentangeli noch lebt und als Kronzeuge auftreten soll. Es gelingt ihm, Pentangelis Bruder aus Sizilien herbeizuschaffen und kurz im Ausschuss zu zeigen. Pentangeli wird durch das Auftauchen seines Bruders an der Seite Michaels an die Tradition der Omertà und die damit verbundene Gefahr für seine Familie erinnert und widerruft daraufhin seine Aussage; der von einem großen Medienaufgebot begleitete Ausschuss wird ergebnislos vertagt. Tom Hagen besucht Pentangeli im Gefängnis und gibt ihm zu verstehen, dass er sich nun selbst umzubringen habe, um seine Familie vor der Rache der Corleones zu bewahren. Pentangeli gehorcht.
Nach der überstandenen Untersuchung durch den Kongressausschuss kommt es in Michaels Ehe zum Bruch, denn seine Frau Kay will das Mafialeben nicht länger ertragen. Sie hat erkannt, dass es Michael entgegen seinen Beteuerungen nie schaffen wird, ein Leben in der Legalität zu führen. Michael versucht, sie mit erneuten Versprechungen zu halten, die er allerdings schon zu oft wiederholt hat, als dass sie noch glaubwürdig wirkten. Als ihm Kay zudem gesteht, dass sie sein drittes Kind, einen Sohn, nicht verloren, sondern abgetrieben hat, kommt es zum endgültigen Bruch. Er verbietet seiner Frau, die Kinder zu sehen, und zieht sich völlig zurück.
Geschäftlich läuft es hingegen wieder besser für Michael. Roth ist auf der Flucht und findet aufgrund des Einflusses des Paten nirgendwo Unterschlupf, und der widerspenstige Senator Geary war schon zuvor in eine Intrige verstrickt worden, die ihn so erpressbar machte, dass er zum Verbündeten der Corleones wird. Der flüchtende Roth, der eigentlich nach Israel auswandern wollte, muss in die USA zurückkehren. Bei seiner Ankunft in Miami wird er auf Michaels Befehl von seinem Capo Rocco Lampone liquidiert, der daraufhin selbst von der Polizei erschossen wird. Nach dem Tod seiner Mutter veranlasst der menschlich völlig verbitterte Michael die Ermordung seines Bruders Fredo durch Al Neri; zuvor hatte er Fredo auf Wunsch ihrer gemeinsamen Schwester Connie wieder aufgenommen und ihm scheinbar vergeben.
Erbarmungslos hat Michael so alle Feinde und Verräter getötet und seine geschäftlichen Ziele erreicht, dabei aber seine Menschlichkeit und seine Familie verloren, in deren Namen und zu deren Wohl er ursprünglich hatte handeln wollen. Am Ende des Films sitzt er vereinsamt in einem Stuhl und besinnt sich einer Szene aus seiner Vergangenheit im Dezember 1941, als er seinen Brüdern seine freiwillige Meldung zum Kriegseinsatz im Zweiten Weltkrieg eröffnet hatte: Auf diese Weise hatte er damals vergeblich versucht, sich von den Verbrechen seiner Familie abzugrenzen und eigene Wege zu gehen.
Der andere Handlungsstrang (der im Wesentlichen die Teile des ursprünglichen Romans verarbeitet, die in der Verfilmung von 1972 nicht verwendet wurden) zeigt, wie Jahrzehnte zuvor der neunjährige Vito Andolini aus dem sizilianischen Dorf Corleone miterleben muss, wie sein Vater, sein Bruder und seine Mutter von dem örtlichen Großgrundbesitzer und Mafiapaten Don Ciccio ermordet werden. Don Ciccio weigert sich, Vito zu verschonen, da er weiß, dass dieser verpflichtet ist, sich eines Tages zu rächen. Bekannte helfen dem Jungen, nach Amerika zu fliehen, wo er 1901 nach einem Missverständnis am Einwanderungsschalter unter dem Namen Vito Corleone in New York einreist und aufwächst. In mehreren Rückblenden wird sein Aufstieg vom einfachen, gesetzestreuen Arbeiter zum mächtigsten Mafiapaten von New York erzählt. Auch Vito mordet, doch im Unterschied zu Michael kann er sich dabei einen Rest Menschlichkeit und einen moralischen Kompass bewahren und ein glücklicher Familienvater werden. Der letzte Rückblick endet damit, wie Vito schließlich nach vielen Jahren auf Sizilien am greisen Don Ciccio Rache für den Tod seiner Familie nimmt.

## Entstehung
Das zweite Handlungsgerüst über den jungen Vito Corleone war von Puzo auch im Roman Der Pate verwendet worden. Die Handlung in der Gegenwart wurde von ihm und Coppola für den Film neu entworfen. Coppola wollte zunächst nicht selbst Regie führen, weshalb er Martin Scorsese vorschlug. Für die Rolle des jungen Vito Corleone war ursprünglich Marlon Brando vorgesehen, der die Rolle schon im ersten Film gespielt hatte. Nachdem dieser sich aber mit Paramount zerstritten hatte, übernahm Robert De Niro.
Die Drehorte für den Film liegen in Kalifornien, Nevada, New York, Florida und der Dominikanischen Republik. Die Szenen aus der Kindheit Vito Andolinis in Corleone wurden in der sizilianischen Küstenstadt Taormina gefilmt, während seine Jahre als junger Erwachsener die 6th Street im East Village als Drehort hatten. Ganz in der Nähe befindet sich die Horseshoe Bar, wo der Mordanschlag auf Pentangeli gedreht wurde. Diese Bar war auch Drehort bei den Filmen Crocodile Dundee – Ein Krokodil zum Küssen und Angel Heart. Als Residenz von Michael fungierte das Anwesen Fleur du Lac, das an der kalifornischen Westküste des Lake Tahoe liegt. Michaels Besuch bei Roth konnte tatsächlich in Miami gefilmt werden, Schauplatz war der North Hibiscus Drive in North Miami. Die Szenen in Kuba wurden in der Dominikanischen Republik gedreht, wobei das Hotel Occidental El Embajador als das von Roth gekaufte Resort diente. Für die Sequenz der Silvesterfeier im Palast des kubanischen Präsidenten Fulgencio Batista wurde der Palacio Nacional in Santo Domingo benutzt. In einigen abgedrehten Szenen trugen die Darsteller Hosen mit Reißverschluss. Ein Musiker am Set wies darauf hin, dass dieser zu der Zeit, in der der Film spielt, noch gar nicht erfunden war, so dass einige Szenen neu gedreht wurden.
Coppola bestand auf den Titel „The Godfather: Part II“, was Paramount zunächst allerdings ablehnte, da Fortsetzungen zu dieser Zeit grundsätzlich einen anderen Namen erhielten. Coppola konnte sich schließlich doch durchsetzen, wofür nicht zuletzt sein großer Erfolg beim ersten Teil verantwortlich war. Die deutsche Fassung entstand 1974 bei der Berliner Synchron unter der Regie von Ottokar Runze. 2008 wurde für eine restaurierte DVD-Veröffentlichung bei der gleichen Firma eine Neusynchronisation in Auftrag gegeben. Hierbei wurden die italienischen Dialoge nicht länger eingedeutscht.

## Kritik
Der Pate II gilt als Klassiker, was sich auch in den Auswertungen US-amerikanischer Aggregatoren widerspiegelt. So erfasst Rotten Tomatoes fast ausschließlich wohlwollende Besprechungen und ordnet den Film damit als „Verbrieft Frisch“ ein. Metacritic ermittelt aus den vorliegenden Bewertungen „Einhelliges Lob“. Und They Shoot Pictures, Don’t They? zählt Der Pate II zu den 50 angesehensten Werken der Filmgeschichte.

„Gegenüber dem ersten Teil sind die grellen, spektakulären Effekte stark zurückgenommen. Der brillant inszenierte und exzellent gespielte Film verbindet in angemessener Form gesellschaftliche Reflexion und spannende Unterhaltung.“

Beim Kinostart indes blieben die Pressestimmen noch verhaltener. So fand Starkritiker Roger Ebert, „dass Coppola dem chaotischen Material seines Drehbuch nie ganz Herr geworden ist.“

„Das einzig Bemerkenswerte an Francis Ford Coppolas Der Pate, Teil II ist die eindringliche Art und Weise, in der er daran erinnert, wie viel besser sein Originalfilm war. […] Es ist ein zweiter Film, der größtenteils aus den Bruchstücken von Herrn Puzos Roman gemacht wurde, die nicht in den ersten passten. Es ist ein Frankenstein-Monster, das aus übriggebliebenen Teilen zusammengenäht wurde. Es redet. Es bewegt sich sporadisch, aber es hat keinen eigenen Verstand.“

Auch der Publikumszuspruch ist ungebrochen. So setzen die Nutzer der Filmdatenbank IMDb Der Pate II auf Platz 4 ihrer Top 250 beliebtesten Filme, zwei Plätze hinter Teil eins.

## Auszeichnungen
Der Pate war der erste Film, dessen Fortsetzung ebenfalls den Oscar als bester Film erhielt.
Oscarverleihung 1975
- Bester Film – Francis Ford Coppola, Gray Frederickson und Fred Roos
- Beste Regie – Francis Ford Coppola
- Bester Nebendarsteller – Robert De Niro
- Bestes Szenenbild – Dean Tavoularis, Angelo P. Graham und George R. Nelson
- Beste Originalmusik – Nino Rota und Carmine Coppola
- Bestes adaptiertes Drehbuch – Francis Ford Coppola und Mario Puzo

Außerdem nominiert für:
- Bester Hauptdarsteller – Al Pacino
- Bester Nebendarsteller – Michael V. Gazzo
- Bester Nebendarsteller – Lee Strasberg
- Beste Nebendarstellerin – Talia Shire
- Bestes Kostümdesign – Theodora Van Runkle

Golden Globe Award 1975
Nominiert in den Kategorien:
- Bester Film – Drama: Francis Ford Coppola
- Beste Regie: Francis Ford Coppola
- Bester Hauptdarsteller – Drama: Al Pacino
- Beste Originalmusik: Nino Rota
- Bestes Drehbuch: Francis Ford Coppola und Mario Puzo
- Bester Nachwuchsdarsteller: Lee Strasberg

Britischer Filmpreis – Award 1975
- Bester Hauptdarsteller – Al Pacino

Außerdem nominiert in den Kategorien:
- Beste Filmmusik – Nino Rota
- Bester Schnitt – Peter Zinner, Barry Malkin und Richard Marks
- Bester Nachwuchsdarsteller (Hauptdarsteller) – Robert De Niro

Directors Guild of America
- Auszeichnungen an Regisseur Francis Ford Coppola, Unit Production Manager Michael S. Glick und an die Regisseurassisstenten Newt Arnold und Henry J. Lange, jr. in der Kategorie Outstanding Directorial Achievement in Motion Pictures

Writers Guild of America
- Auszeichnungen an die Autoren Mario Puzo und Francis Ford Coppola in der Kategorie Best Drama Adapted from another Medium

Kansas City Film Critics Circle Award
- Auszeichnung an Francis Ford Coppola für beste Regie

National Society of Film Critics Award, USA
- Auszeichnung an Gordon Willis für beste Kamera
- Auszeichnung an Francis Ford Coppola für beste Regie

Das American Film Institute sieht Der Pate – Teil 2 als einen der 100 besten amerikanischen Filme (Platz 32). 1993 wurde er aufgenommen in das „National Film Registry“ der Library of Congress.